# Palestine Airways
Palestine Airways (также Palestine Air Transport, ивр. נתיבי אוויר ארץ ישראל‎, «Воздушные линии Земли Израиля», араб. شركة الطرق الجوية بفلسطين محدودة الضمان‎) — авиакомпания в Британской Палестине, основанная Петром (Пинхасом) Рутенбергом, совместно с Гистадрутом и Еврейским агентством. Позже перешла во владение Министерства авиации Великобритании, и осуществляла деятельность под эгидой Imperial Airways. Прекратила деятельность после мобилизации флота для участия в войне.

## История
Palestine Airways была зарегистрирована как частная компания в декабре 1934 года, при финансовом и техническом участии Imperial Airways. Первоначально базировалась в Хайфе, где находился самый первый на территории современного Израиля аэропорт. В июле 1937 года компания начала выполнять 3 еженедельных коммерческих рейса из Хайфы в Лидду, аэропорт Вильгельма. Эти рейсы продолжались несколько месяцев, но поскольку дорога из аэропорта Лидды в Тель-Авив пролегала через заселённые преимущественно арабами земли, после обострения отношений между арабами и евреями рейсы в Лидду были прекращены. В октябре 1938 года Palestine Airways перебазировались в недавно открытый аэропорт Тель-Авива (ныне аэропорт Сде-Дов), возобновив авиасообщение между Хайфой и Тель-Авивом. Рейс выполнялся дважды в день на самолёте de Havilland Rapide. Позднее был открыт рейс Хайфа—Бейрут.
Авиакомпания прекратила деятельность в 1940 году, после того как её воздушный флот был конфискован Королевскими ВВС для участия в войне. Хотя планы возрождения компании после войны существовали, эта идея не была реализована.

## Флот

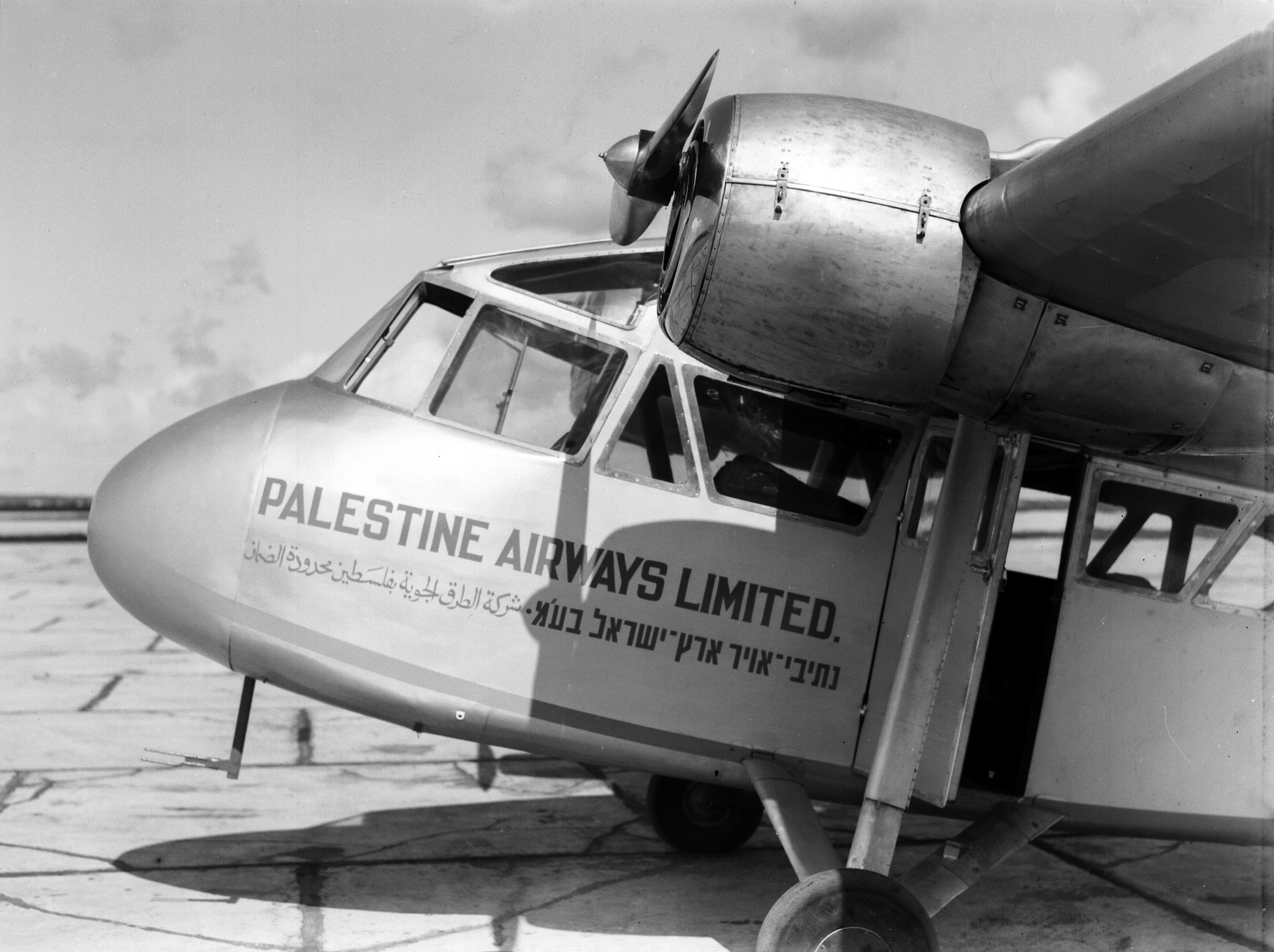
Самолёт Short Scion компании Palestine Airways, 1934 год

Первоначально компания использовала двухмоторные пятиместные монопланы Short Scion. В 1983 году были приобретены 2 самолёта de Havilland DH.89 Dragon Rapide и сухопутная версия гидроплана Short S.22 Scion Senior (последний был сбит 22 сентября 1944 года).
| Тип самолёта                     | Количество | Начало эксплуатации | Конец эксплуатации |
| -------------------------------- | ---------- | ------------------- | ------------------ |
| Short Scion                      | 2          | 1934                | 1940               |
| de Havilland DH.89 Dragon Rapide | 1          | 1938                | 1940               |
| Short S.22 Scion Senior          | 1          | 1938                | 1940               |